# 이기웅 (1939년)
이기웅(1939년 7월 8일 ~ )은 대한민국의 정치인이다. 제1대 대구광역시 수성구의회 의원이다.

## 약력
- 대구직할시 중구 검단동 1147번지 출신
- 대구 영신중학교 졸업
- 대구 성광고등학교 졸업
- 청구대학(실업) 토목학과 졸업
- 대구 성광중,고등학교 총동창회장
- 경북대학교 총동창회 이사
- 수성구바르게살기협의회 운영위원
- 국제라이온스클럽 309-D지구 지역 부총재
- 민주산악회 대구 수성갑지구회장[1]
- 사단법인 한국지체장애인협회 대구 수성구지회 후원회장
- 1991년 구시군의회 지방선거에 대구 수성구의회 의원(만촌1동 지역구)으로 출마, 당선
- 1991년 ~ 1995년 대구 수성구의회 제1대 의원, 만촌1동 지역구
  - 대구 수성구의회 운영위원회 간사
  - 1993년 6월 15일 제1대 대구 수성구의회 의장 선출에서 26표 중 12표로 차점자로 낙선[2]
- 1995년 동시지방선거에 대구 수성구의회 의원 제2선거구에 무소속 출마했으나 3위로 낙선
- 대구경동보일러(주) 대표이사

## 참고 자료
- 4대지방선거 달리는 사람들(24)-수성구 시의원 대구매일신문 1995.03.13.
- 민주산악회 움직임 심상찮다 대구매일신문 1994.11.22.
- 경북광유 국유지 20년간 무단점용 대구매일신문 1993.12.07.